# على نهر بييدرا هناك جلست فبكيت
على نهر بييدرا هناك جلست فبكيت (بالبرتغالية: Na Margem do Rio Piedra Eu Sentei e Chorei‏) هي رواية للمؤلف البرازيلي باولو كويلو أُصدرت عام 1994. وهي الجزء الأول من ثلاثة اجزاء كتبها المؤلف وضمها في ثلاثية «في اليوم السابع».
والجزئين الاخرين هما:(فيرونيكا تقرر أن تموت - الشيطان والآنسة بريم)

## ملخص القصة
يستأنف باولو كويلو في روايته «على نهر بييدرا هناك جلست فبكيت» رحلته الخاصة لاستكشاف أعماق النفس البشرية، والغوص في تناقضات الكائن الذي يوضع دائماً أمام الخيارات الشخصية الحاسمة للاضطلاع بمصيره الفردي. رحلة استكشاف الذات بحثاً عن حقائقها الدفينة، وعن اختبارات المشاعر التي تجعلها، على الدوام، عرضة لشقاقات الطمأنينة والقلق، السعادة والشقاء، اليقين والحيرة. 
كانت بيلار تظن أنها سعيدة، فقد حصنت نفسها حيال الحياة والأمل والحب. غير أن المصادفة شاءت أن تلتقي أحد أتراب طفولتها؛ واتضح لها أنه حُبِيَ بالقدرة على الشفاء وعلى مخاطبة النفوس. 
وإذا اختارت بيلار أن تبقى بجواره لبعض الوقت، عاودتها كلّ الأسئلة التي طالما حسبت أنها صارت طيّ النسيان. وعندما أسرّ إليها بحبّه، راحت تشكّك بجدوى حياتها السابقة، حائرة في أمرها. فهل ترضخ لشغفه بها وتفتح له قلبها، أم تواصل عيشها الخالي من أي رجاء؟ تختار بيلار أن تكون دائماً إلى جانبه، في بذله كلّ ما يملك وكل ما حُبِيَ به من قدرات لخدمة الربّ. ولكن هل يُعطى من نذر نفسه لحبّ الله أن يساكن قلبه حبّ امرأة؟ 
في هذه الرواية، يحاول كويلو أن يطرح، بعمق، مسألة التعارض الظاهري بين الدروب المختلفة التي قد يسلكها الأفراد لكي تتمّ لهم مصائرهم. لأن رحلة سعيهم على الأرض لا تكون مجدية إذا كانت خالية من الحب.

## وصلات خارجية
- http://www.santjordi-asociados.com/title_school.htm#7day - في اليوم السابع
- http://www.paulocoelho.com - الموقع الألكتروني الرسمي لباولو كويلو
- آراء القراء على موقع أبجد حول رواية على نهر بيدرا جلست فبكيت
- صفحة رواية على نهر بييدرا هناك جلست فبكيت على موقع [Goodreads]